# Gouvernement Muzito III
Pour les articles homonymes, voir Gouvernement Muzito.
Troisième République
Muzito II Matata I
Le gouvernement Muzito III est le gouvernement de la république démocratique du Congo du 11 septembre 2011 au 6 mars 2012.

## Composition
Le gouvernement est composé de 2 vice-Premiers ministres, 34 ministres et 10 vice-ministres, comme suit :

### Premier ministre
| Image | Fonction         | Nom            | Parti politique |
| ----- | ---------------- | -------------- | --------------- |
|       | Premier ministre | Adolphe Muzito | PALU            |

### Vice-Premiers ministres
| Image | Fonction | Nom                                         | Parti politique |
| ----- | --- | ------------------------------------------- | --------------- |
|       | Vice-premier ministre, ministre de l'Intérieur, de la Sécurité, Décentralisation et Aménagement du Territoire | Adolphe Lumanu                              | PPRD            |
|       | Postes et Nouvelles Technologies de Communication                                                             | Louis Alphonse Koyagialo Ngbase te Gerengbo | PALU            |

### Ministres d'État
| Image | Fonction                                                      | Nom                                          | Parti politique                         |
| ----- | ------------------------------------------------------------- | -------------------------------------------- | --------------------------------------- |
|       | Affaires étrangères                                           | Alexis Thambwe Mwamba                        |                                         |
|       | Affaires foncières                                            | Maj Kisimba Ngoy                             | UNAFEC                                  |
|       | Affaires sociales, Action humanitaire et Solidarité nationale | Ferdinand Kambere                            | L’Union pour la nation congolaise (UNC) |
|       | Agriculture                                                   | Norbert Basengezi Katintima                  |                                         |
|       | Budget                                                        | Jean-Baptiste Ntahwa Kuderwa Batumike        | PALU                                    |
|       | Commerce, Petites et Moyennes Entreprises                     | Justin Kalumba Mwana Ngongo                  |                                         |
|       | Communication et Médias                                       | Lambert Mende Omalanga                       | CCU                                     |
|       | Culture et Arts                                               | Jeannette Kavira Mapera                      |                                         |
|       | Développement rural                                           | Charles Alulea Mengulwa                      |                                         |
|       | Économie nationale                                            | Jean-Pierre Daruwezi Mokombe                 |                                         |
|       | Emploi, Travail et Prévoyance Sociale                         | Simon Bulupiy Galati                         | PPRD                                    |
|       | Énergie                                                       | Gilbert Tshiongo Tshibinkubula Wa Tumba      |                                         |
|       | Enseignement primaire, secondaire et professionnel            | Maker Mwangu Famba                           | PPRD                                    |
|       | Enseignement supérieur et universitaire                       | Leonard Mashako Mamba                        |                                         |
|       | Environnement, Conservation de la nature et Tourisme          | José Endundo Bononge                         | RDC                                     |
|       | Finances                                                      | Matata Ponyo Mapon                           |                                         |
|       | Fonction publique                                             | Dieudonné Upira Sunguma Kagimbi              |                                         |
|       | Genre, Femme et Enfant                                        | Marie-Ange Lukiana Mufwankolo                | PPRD                                    |
|       | Hydrocarbures                                                 | Celestin Mbuyu Kabango                       |                                         |
|       | Industrie                                                     | Anicet Kuzunda Mutangiji                     |                                         |
|       | Infrastructures, Travaux publics et Reconstruction            | Fridolin Kasweshi Musoka                     |                                         |
|       | Jeunesse et Sports                                            | Claude Nyamugabo Bazibuhe                    | PPRD                                    |
|       | Justice et Droits humains                                     | Luzolo Bambi Lessa                           |                                         |
|       | Mines                                                         | Martin Kabwelulu Labilo                      | PALU                                    |
|       | Petites et Moyennes Entreprises                               | Jean-Marie Bulambo Kilosho                   | PANADER                                 |
|       | Plan                                                          | Olivier Kamitatu Etsu                        | ARC                                     |
|       | Portefeuille                                                  | Jeannine Mabunda Lioko                       | PPRD                                    |
|       | Recherche scientifique                                        | Jean-Pierre Bokole Ompoka                    |                                         |
|       | Relations avec le Parlement                                   | Richard Muyej Mangeze                        | PPRD                                    |
|       | Santé publique                                                | Victor Makwenge Kaput                        | PPRD                                    |
|       | Transports et Voies de communication                          | Joseph Martin Kitumba Gagedi Gasagisa Mwanza | PALU                                    |
|       | Urbanisme et Habitat                                          | César Lubamba Ngimbi                         |                                         |

### Vice-Ministres
| Image | Fonction                                           | Nom                              | Parti politique |
| ----- | -------------------------------------------------- | -------------------------------- | --------------- |
|       | Affaires étrangères                                | Ignace Gata Mavita wa Lufuta     | PPRD            |
|       | Budget                                             | André Shikayi Luboya Bankina     | PPRD            |
|       | Commerce extérieur                                 | Xaverine Karomba Mitimituje      |                 |
|       | Emploi et Prévoyance Sociale                       | Musa Kalema                      |                 |
|       | Enseignement primaire, secondaire et professionnel | Arthur Sedea Ngamo Zabusu        |                 |
|       | Finances                                           | Joas Mbitso Ngedza               |                 |
|       | Intérieur                                          | Georges Zuka Mun'do Ngonda Lemba |                 |
|       | Justice et des Droits humains                      | Céline Leteta Kumisa             |                 |
|       | Transports et Voies de communication               | Willy Bakonga Wilima             |                 |
|       | Travaux publics                                    | Gervais Ntirumenyerwa Kimonyo    |                 |